# Vouthon
Vouthon (okzitanisch: Volton) ist eine Gemeinde mit mehreren Orten mit 408 Einwohnern (Stand: 1. Januar 2022) im westfranzösischen Département Charente in der Region Nouvelle-Aquitaine. Die Einwohner werden Vouthonais genannt.

## Lage
Vouthon liegt etwa 19 Kilometer östlich von Angoulême. Umgeben wird Vouthon von den Nachbargemeinden Saint-Sornin im Norden, Montbron im Osten, Marthon im Süden, Saint-Germain-de-Montbron im Südwesten sowie Moulins-sur-Tardoire mit Vilhonneur im Westen und Nordwesten.

## Bevölkerungsentwicklung
| Jahr                      | 1962 | 1968 | 1975 | 1982 | 1990 | 1999 | 2006 | 2013 |
| Einwohner                 | 326  | 307  | 302  | 322  | 351  | 327  | 341  | 426  |
| Quelle: Cassini und INSEE |      |      |      |      |      |      |      |      |

## Sehenswürdigkeiten
- Kirche Saint-Martin, frühere Tempelritterkomtur aus dem 12. Jahrhundert, Monument historique
- Donjon La Chaise
- Grotte La Chaise, von Neandertalern genutzte Höhle

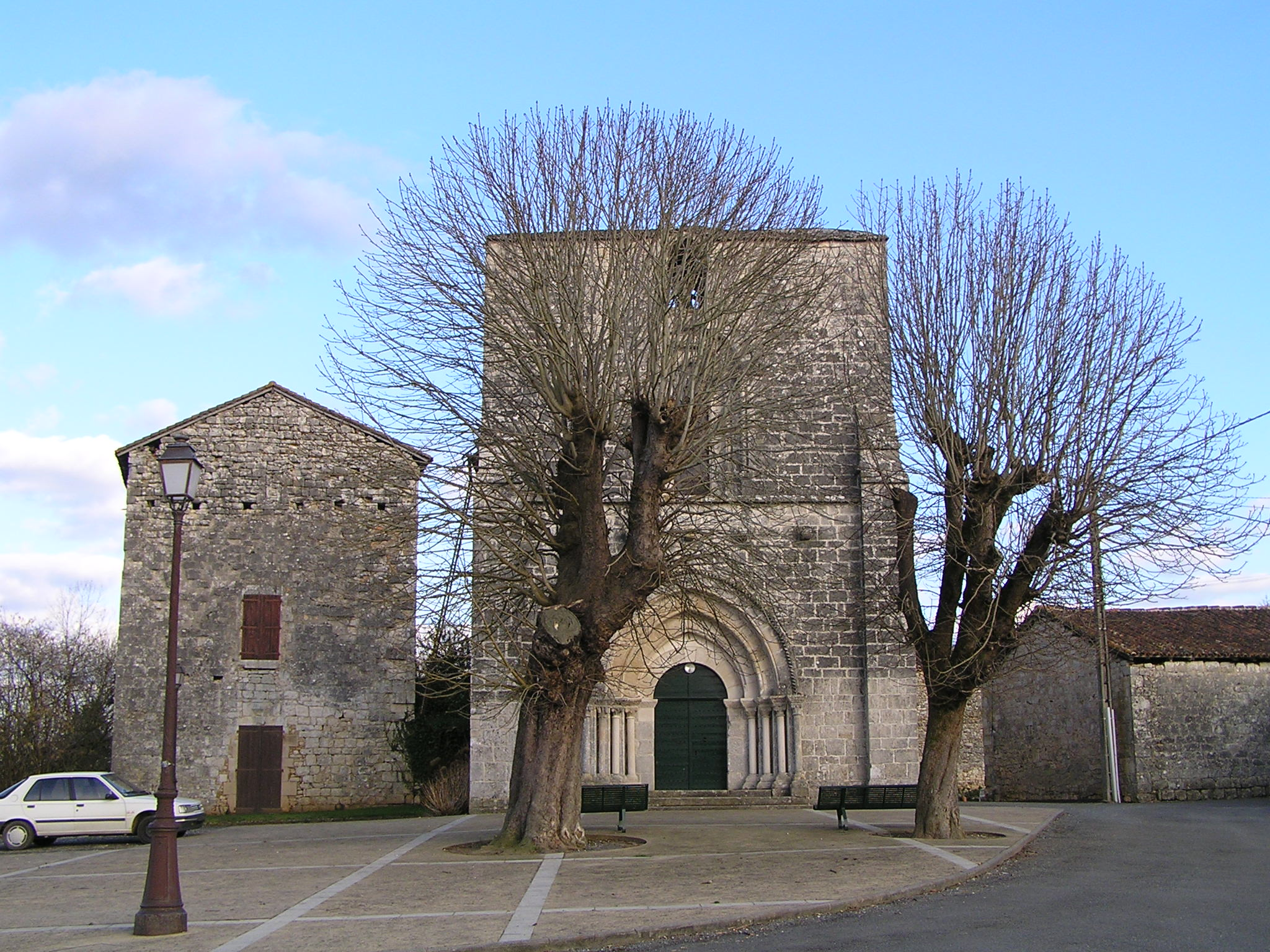
Kirche Saint-Martin